# Les Eyzies-de-Tayac-Sireuil
Les Eyzies-de-Tayac-Sireuil (vaak kortweg Les Eyzies genoemd) is de belangrijkste plaats in de vallei van de Vézère in de streek Périgord Noir in het Franse departement Dordogne.
Het ligt op een splitsing van de weg naar Le Bugue en Montignac. Les Eyzies-de-Tayac-Sireuil is een toeristisch plaatsje geworden. 's Maandags is er markt.

## Geschiedenis
Het dorp werd gebouwd tegen een rotswand. Het Kasteel van Tayac werd gebouwd in de 11e en 12e eeuw. Het werd in 1918 verbouwd tot museum (het Musée national de Préhistoire). De romaanse kerk Saint-Martin werd gebouwd in de 13e eeuw en was aanvankelijk een onderdeel van een priorij gesticht door benedictijnermonniken van de Abdij van Paunat. De kerk is deels versterkt. De voormalige smederij in het dorp gaat terug tot de 16e eeuw, maar werd gemoderniseerd en uitgebreid in de 19e eeuw, onder meer met een hoogoven van 11 meter.
In 1905 kreeg het dorp Tayac de naam Les Eyzies-de-Tayac. In 1973 fuseerde Les Eyzies-de-Tayac met het dorp Sireuil en kreeg de gemeente de naam Les Eyzies-de-Tayac-Sireuil. Deze gemeente maakte deel uit van het kanton Saint-Cyprien tot dit op 22 maart 2015 werd opgeheven en Les Eyzies-de-Tayac-Sireuil werd opgenomen in het kanton Vallée de l'Homme. Op 1 januari 2019 fuseerde de gemeente met Manaurie en Saint-Cirq tot de commune nouvelle Les Eyzies.

## Demografie
Onderstaande figuur toont het verloop van het inwonertal.